# Kelenteng Tay Kak Sie
Kelenteng Tay Kak Sie is een Chinese tempel in Semarang, Indonesië. Het ligt aan de Gang Lombok no. 62. De tempel werd in 1746 gebouwd en was oorspronkelijk alleen gebouwd om bodhisattva Guanyin te vereren. Later werd de tempel uitgebouwd en werden ook vele daoïstische goden vereerd.

## Goden en boeddhistische heiligen in deze tempel
- Sanguandadi
- Guanyin
- Sakyamuni Boeddha
- Amitabha Boeddha
- Bhaisajyaguru Boeddha
- Tianhou
- Zheng He/Sam Po Tay Jin (Sam Po Kong)
- Baoshengdadi
- Seng Hong Lo Ya
- Kong Tik Cun Ong
- Ksitigarbha
- Guandi
- Tudigong
- Jai Sin Ya
- Nabi Khong Cu
- Xuan Tian Shang Di
- Jingshuizushi